# 1-butanolo
L'1-butanolo (o alcol n-butilico) è un alcol primario di formula CH3(CH2)3OH.

## Caratteristiche strutturali e fisiche
A temperatura ambiente si presenta come un liquido incolore dall'odore alcolico. È un composto infiammabile, nocivo, irritante, miscibile ai più comuni solventi organici e leggermente miscibile con l'acqua.

## Sintesi
Due sono le principali sintesi dell'1-butanolo, una chimica ed una biochimica. La sintesi chimica prevede l'idroformilazione del propene a dare butanale, che viene successivamente purificata e idrogenata a 1-butanolo:
- H3C-CH=CH2 + CO + H2 → H3C-CH2-CH2-CHO

- H3C-CH2-CH2-CHO + H2 → H3C-CH2-CH2-CH2-OH

Nella prima reazione il propene può subire idroformilazione anche con l'altro orientamento possibile, dando 2-metil-propanale H3C-CH(CHO)-CH3
La sintesi biochimica prevede la fermentazione di zucchero o amido ad opera del batterio Clostridium acetobutylicum.

## Applicazioni
L'1-butanolo trova impiego come solvente per smalti e vernici (prevenendo l'opacizzazione della vernice trasparente quando questa asciuga in un ambiente umido), additivo in solventi usati per pulizie industriali, additivo per carburanti, eluente per la cromatografia su strato sottile e solvente per operazioni di estrazione.
È inoltre usato come intermedio nella sintesi di eteri ed esteri (tra cui butilacrilato e butilacetato), nelle cui reazioni di sintesi funge spesso anche da solvente.
Si utilizza anche come fluido idraulico.